# 国道442号
国道442号（こくどう442ごう）は、大分県大分市から福岡県大川市に至る一般国道である。

## 概要
大分市大字上詰から豊後大野市朝地町梨小にかけての離合が難しい箇所がある以外はほぼ全体を通じて2車線の国道である。竹田市久住町から熊本県阿蘇郡南小国町にかけては久住高原・瀬の本高原が広がるドライブコースで、やまなみハイウェイ先で黒川温泉を通過する。
大分県と福岡県の県境を通る竹原峠が狭隘であったが、竹原峠道路が開通して後は短時間で県境を通過することが可能となった。八女市以降は筑後平野の広がる横断コースで九州自動車道・八女ICや国道209号との相互連絡も兼ねて重要な幹線道路として機能している。

### 路線データ

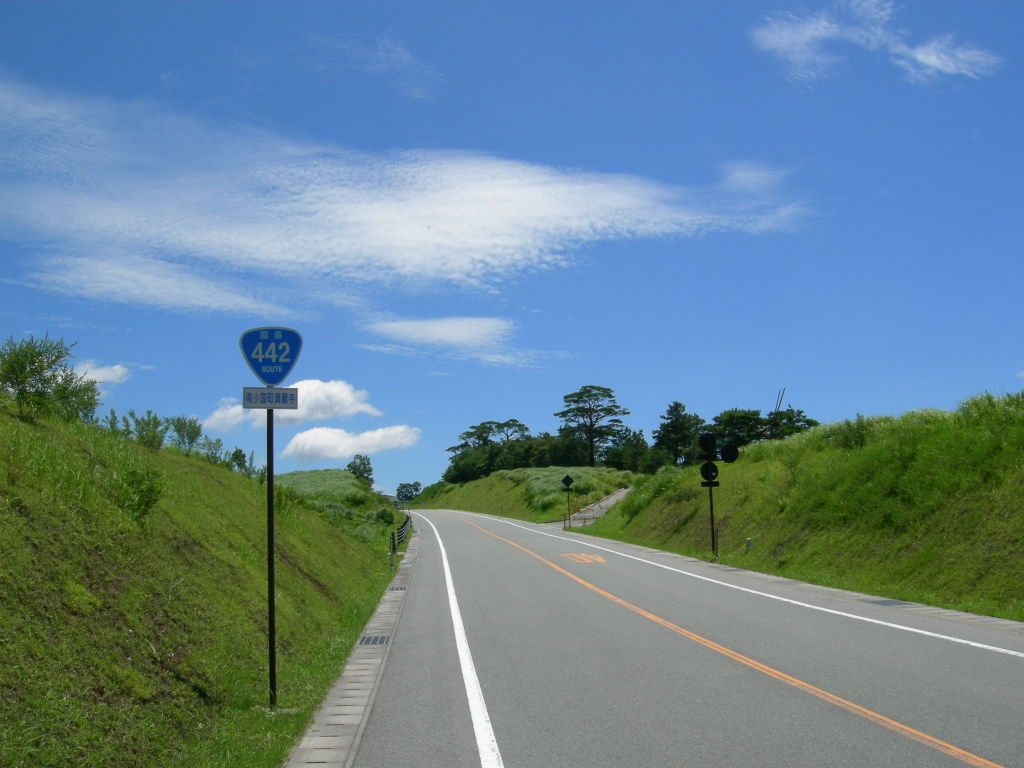
熊本県阿蘇郡南小国町・瀬の本高原付近

一般国道の路線を指定する政令に基づく起終点および重要な経過地は次のとおり。
- 起点：大分市（大道入口交差点 = 国道10号交点、国道57号・国道217号起点、国道197号・国道210号終点）
- 終点：大川市（中原交差点 = 国道208号交点）
- 重要な経過地：大分県大野郡朝地町[注釈 2]、竹田市、熊本県阿蘇郡小国町、大分県日田郡中津江村[注釈 3]、八女市、筑後市
- 総延長 : 172.1 km（福岡県 60.3 km、熊本県 26.4 km、大分県 85.4 km）重用延長を含む。[2][注釈 4]
- 重用延長 : 14.2 km（福岡県 0.1 km、熊本県 10.9 km、大分県 3.1 km）[2][注釈 4]
- 未供用延長 : なし[2][注釈 4]
- 実延長 : 157.9 km（福岡県 60.2 km、熊本県 15.4 km、大分県 82.3 km）[2][注釈 4]
  - 現道 : 140.1 km（福岡県 49.4 km、熊本県 15.4 km、大分県 75.3 km）[2][注釈 4]
  - 旧道 : 8.3 km（福岡県 1.4 km、熊本県 - km、大分県 7.0 km）[2][注釈 4]
  - 新道 : 9.5 km（福岡県 9.5 km、熊本県 - km、大分県 - km）[2][注釈 4]
- 指定区間：国道57号と重複する区間（大分県竹田市・会々七里交差点 - 会々平交差点）[3]

## 歴史
- 1982年（昭和57年）4月1日 - 一般国道442号指定（1981年（昭和56年）4月30日の昭和56年政令第153号が施行）。

当時の大分県道22号大分竹田線、大分県道・熊本県道10号竹田小国線、福岡県道・大分県道・熊本県道3号八女小国線、福岡県道24号八女大川線の合計4路線が国道に昇格・認定されて現在に至る。なお、八女小国線に関しては、廃止ではなく、番号を115号に変更して重複の扱いとなり、福岡県八女市の日向神ダムの北側約7 km区間が単独の一般県道として残された。

## 路線状況

### 別名

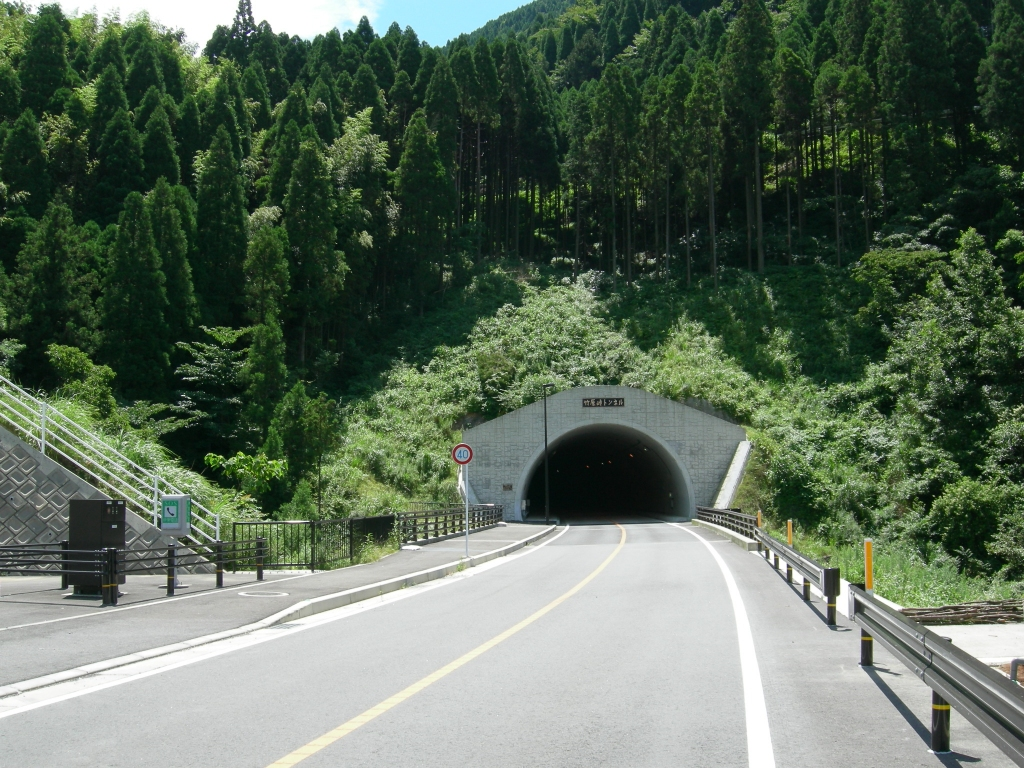
竹原峠道路・竹原峠トンネル（福岡県八女市矢部村）

竹原峠道路
八女市忠見：八女市山内 - 八女市井延の区間で、忠見地区の中心部を迂回する。路線バスは旧道を通る。
ぐるっとくじゅう周遊道路
大分県が制定した、九重連山観光の循環道路の愛称。熊本県阿蘇郡南小国町瀬の本 - 大分県竹田市久住町大字久住の区間が指定されている。
北滝ロマン道路
国道442号のうち、大分県竹田市久住町久住 - 白丹の区間（延長7 km）は北滝ロマン街道（きたたきロマンかいどう）とよばれる。これは、北原白秋の出生地柳川市に隣接する大川市と滝廉太郎が幼少期を過ごした竹田市を通ることから、二人の頭文字をとって名付けられた愛称である。1987年（昭和62年）8月10日に、旧建設省と「道の日」実行委員会により制定された「日本の道100選」に選定されている。17世紀初頭に領主であった加藤清正によって開設された小国往還（おぐにおうかん）から継承された道で、沿道の老松並木や里程を表す石灯籠は当時の名残である。阿蘇山を眺望する久住高原の情景は、歌人である北原白秋や与謝野晶子の歌にも詠まれており、高原の美しい自然のなかを走る道路として親しまれている。

### バイパス
- 大分県

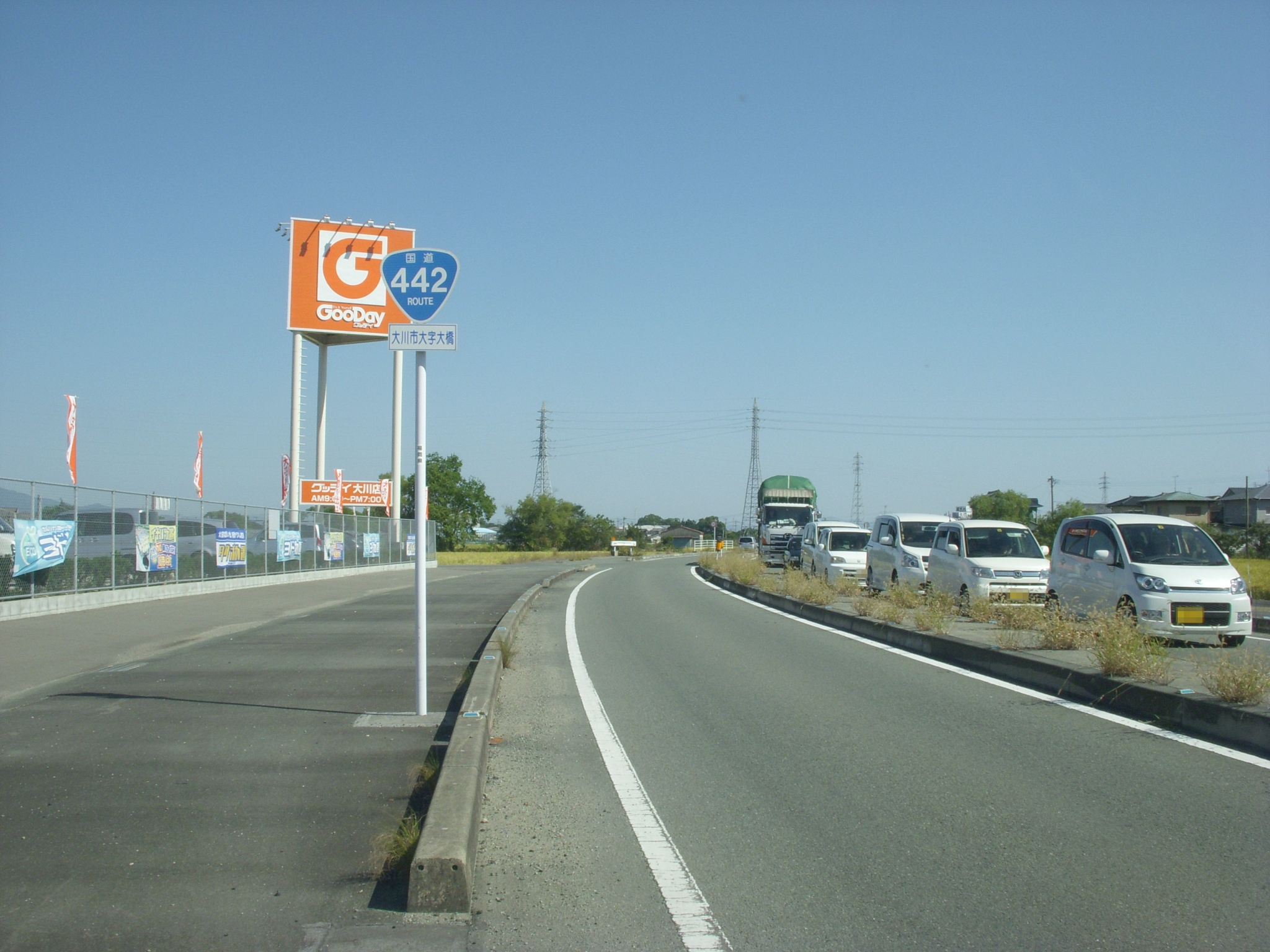
大木大川バイパス（福岡県大川市）

  - 大分市大字市 - 大字廻栖野（めぐすの）：重複経路となっている。
  - 久住バイパス：竹田市久住町の中心部を迂回するバイパス。幅員狭小区間の解消と久住高原周辺地域へのアクセス向上を目的とし、事業延長2,050 m、歩道付き2車線、2009年度（平成21年度）完成。
- 熊本県
  - 黒川バイパス：瀬の本高原から黒川温泉付近の線形不良を解消する目的で整備されたバイパス道路。2012年（平成24年）10月1日に全線開通。
- 福岡県
  - 八女筑後バイパス：八女市納礎 - 筑後市大字久富
  - 筑後バイパス：筑後市大字久富 - 三潴郡大木町大字福土
  - 大木大川バイパス：三潴郡大木町大字福土 - 大川市大字大橋

3路線はいずれも八女市から大川市までを結ぶバイパス道路。総延長17.4 km。この区間に並行する旧道は整備された完成2車線であるが、交通量と市街地を縦断することから、完成4車線のバイパスが計画された。鹿児島本線との交差も旧道は立体交差ながらも360度のループを2回通らなければならない。バイパス区間は暫定2車線（納楚東交差点 - 大島交差点は完成2車線）で整備されている区間がある。八女ICの連絡路も八女筑後バイパスの支線として整備。バイパスの開通に伴い、並行する旧道は福岡県道795号湯辺田八女線・福岡県道96号八女瀬高線・福岡県道793号柳瀬筑後線・福岡県道706号筑後城島線に変更されている[8]。

### 重複区間
- 国道210号（大分県大分市新町・大道入口交差点（起点） - 大分市羽屋）
- 国道57号（大分県竹田市会々・会々七里交差点 - 竹田市会々・会々平交差点）
- 国道387号（熊本県阿蘇郡小国町大字宮原 - 大分県日田市中津江村栃野・栃野交差点）

### 道路施設

#### 橋梁
- 大分県
  - 羽屋陸橋（久大本線、大分市、国道210号重複区間内）
  - 明磧橋：全長187 m、1978年（昭和53年）竣工（大分川、大分市）
  - 濁淵大橋（濁淵川、竹田市）
  - かがみ橋（濁淵川、竹田市）
- 熊本県
  - 室原橋（手水野川、阿蘇郡小国町 - 大分県日田市、国道387号重複区間内）
- 福岡県
  - 谷野虹夢橋（八女市）
  - 出逢橋（八女市）
  - 鶴の向橋（八女市）
  - さくら橋（八女市）
  - 木屋橋（矢部川、八女市）
  - 山内橋（星野川、八女市）
  - 中島橋（山ノ井川、八女市）
  - 羽犬塚陸橋（鹿児島本線、筑後市）
  - 高田橋（大川市）
  - 年塚橋（大川市）

#### トンネル
起点から
- 大分県
  - 大道トンネル：延長309 m、1969年（昭和44年）竣工、大分市（国道210号重複区間内）
  - 笹無田（ささむた）隧道：延長105 m、1961年（昭和35年）竣工、竹田市
  - 新笹無田トンネル（人道）：延長137 m、1974年（昭和49年）竣工、竹田市
  - 七里隧道：延長53 m、1968年（昭和43年）竣工、竹田市
  - 七里人道トンネル（人道）：延長71 m、2002年（平成14年）竣工、竹田市
- 熊本県
  - 奥黒川トンネル：2012年（平成24年）竣工、阿蘇郡南小国町
  - 黒川トンネル：延長137 m、1985年（昭和60年）竣工、阿蘇郡南小国町
  - 波居原（なみいばる）トンネル：延長47 m、阿蘇郡南小国町
  - 石尾トンネル：延長105 m、1990年（平成2年）竣工、阿蘇郡小国町（国道387号重複区間内）
  - 杉ノ平トンネル：延長300 m、1994年（平成6年）竣工、阿蘇郡小国町（国道387号重複区間内）
  - 室原トンネル：延長91 m、1996年（平成8年）竣工、阿蘇郡小国町（国道387号重複区間内）
- 大分県
  - 荒瀬トンネル：延長69 m、1965年（昭和40年）竣工、日田市（国道387号重複区間）
  - 栃原トンネル：延長73 m、1965年（昭和40年）竣工、日田市
  - 間地トンネル：延長155 m、2013年（平成25年）竣工、日田市
  - 竹原峠（たかはらとうげ）トンネル：延長1,422 m、2005年（平成17年）竣工、大分県日田市 - 福岡県八女市
- 福岡県
  - 黒岩隧道：延長370 m、1957年（昭和32年）竣工、八女市
  - 松瀬向隧道：延長71 m、1958年（昭和33年）竣工、八女市
  - 山中隧道：延長77 m、1958年（昭和33年）竣工、八女市
  - 竹谷隧道：延長51 m、1958年（昭和33年）竣工、八女市
  - 長野隧道：延長41 m、1889年（明治22年）竣工、八女市

#### 道の駅
- 大分県
  - のつはる（大分市）
  - 竹田（竹田市）
- 熊本県
  - 小国（阿蘇郡小国町、国道387号重複区間内）
- 大分県
  - 鯛生金山（日田市）
- 福岡県
  - おおき（三潴郡大木町）

## 地理
阿蘇くじゅう国立公園の北東部に位置する九重連山の南麓、標高600 - 1,000 mの自然の中を東西に走り抜ける。久住高原付近では、春はお花畑や緑の草原に、夏はレジャー、秋は紅葉と四季折々に表情が変化する情景を見ることができ、阿蘇山を背景に3,800 haにもおよぶ放牧牛の牧場が広がる。

### 通過する自治体
- 大分県
  - 大分市 - 豊後大野市 - 竹田市
- 熊本県
  - 阿蘇郡産山村[注釈 5] - 阿蘇郡南小国町 - 阿蘇郡小国町
- 大分県
  - 日田市
- 福岡県
  - 八女市 - 筑後市 - 三潴郡大木町 - 大川市

### 交差する道路
| 交差する道路 | 都道府県名 | 市町村名   | 市町村名   | 交差する場所   | 交差する場所                   |
| --- | ---------- | ---------- | ---------- | -------------- | ------------------------------ |
| 国道10号 国道57号 国道197号 国道210号 重複区間起点 国道217号                                                                 | 大分県     | 大分市     | 大分市     | 新町           | 大道入口交差点 / 起点          |
| 大分県道21号大分臼杵線 | 大分県     | 大分市     | 大分市     | 大道町5丁目    | 椎迫入口交差点                 |
| 大分県道601号小挾間大分線 | 大分県     | 大分市     | 大分市     | 南太平寺2丁目  | 大道トンネル南交差点           |
| 国道210号 重複区間終点 | 大分県     | 大分市     | 大分市     | 羽屋新町1丁目  |                                |
| 大分県道207号大分挾間線 | 大分県     | 大分市     | 大分市     | 田中町1丁目    | 田中三差路交差点               |
| 大分県道41号大分大野線 | 大分県     | 大分市     | 大分市     | 大字上宗方     | 明磧橋南交差点                 |
| 大分県道623号下世利寒田線 | 大分県     | 大分市     | 大分市     | 大字市         | 下芹交差点                     |
| 国道210号 | 大分県     | 大分市     | 大分市     | 大字木上       | 国道442号入口交差点            |
| 大分県道412号久住高原野津原線                                                                                                | 大分県     | 大分市     | 大分市     | 大字竹矢       |                                |
| 大分県道26号三重野津原線 | 大分県     | 大分市     | 大分市     | 大字今市       |                                |
| 大分県道657号池田大原線 | 大分県     | 豊後大野市 | 豊後大野市 | 朝地町池田     |                                |
| 大分県道209号朝地直入線 | 大分県     | 豊後大野市 | 豊後大野市 | 朝地町朝地     |                                |
| 大分県道518号朝地停車場線 | 大分県     | 豊後大野市 | 豊後大野市 | 朝地町朝地     |                                |
| 大分県道57号竹田犬飼線 重複区間起点                                                                                          | 大分県     | 豊後大野市 | 豊後大野市 | 朝地町朝地     | 朝地町朝地交差点               |
| 国道57号 重複区間起点 大分県道・熊本県道・宮崎県道8号竹田五ヶ瀬線 大分県道47号竹田直入線 大分県道57号竹田犬飼線 重複区間終点 | 大分県     | 竹田市     | 竹田市     | 大字会々       | 会々七里交差点                 |
| 国道57号 重複区間終点 | 大分県     | 竹田市     | 竹田市     | 大字会々       | 会々平交差点                   |
| 大分県道699号小川穴井迫線 | 大分県     | 竹田市     | 竹田市     | 大字小川       |                                |
| 熊本県道・大分県道131号笹倉久住線                                                                                            | 大分県     | 竹田市     | 竹田市     | 久住町大字久住 |                                |
| 大分県道30号庄内久住線 | 大分県     | 竹田市     | 竹田市     | 久住町大字久住 |                                |
| 大分県道669号阿蘇くじゅう公園線                                                                                              | 大分県     | 竹田市     | 竹田市     | 久住町大字久住 |                                |
| 大分県道・熊本県道11号別府一の宮線 / やまなみハイウェイ                                                                      | 熊本県     | 阿蘇郡     | 南小国町   | 大字満願寺     |                                |
| 熊本県道317号満願寺黒川線 | 熊本県     | 阿蘇郡     | 南小国町   | 大字満願寺     |                                |
| 国道387号 重複区間起点 | 熊本県     | 阿蘇郡     | 小国町     | 大字宮原       |                                |
| 熊本県道178号小国停車場線 | 熊本県     | 阿蘇郡     | 小国町     | 大字宮原       | [ 注釈 6 ]                     |
| 熊本県道178号小国停車場線 | 熊本県     | 阿蘇郡     | 小国町     | 大字宮原       | [ 注釈 7 ]                     |
| 国道212号 福岡県道・大分県道・熊本県道115号八女小国線 重複区間起点                                                           | 熊本県     | 阿蘇郡     | 小国町     | 大字宮原       |                                |
| 大分県道・熊本県道137号上野田黒渕線                                                                                          | 熊本県     | 阿蘇郡     | 小国町     | 大字黒渕       |                                |
| 大分県道・熊本県道12号天瀬阿蘇線 重複区間起点                                                                                | 大分県     | 日田市     | 日田市     | 上津江町川原   |                                |
| 大分県道・熊本県道12号天瀬阿蘇線 重複区間終点                                                                                | 大分県     | 日田市     | 日田市     | 中津江村栃野   |                                |
| 国道387号 重複区間終点 | 大分県     | 日田市     | 日田市     | 中津江村栃野   | 栃野交差点                     |
| 大分県道・熊本県道9号日田鹿本線 重複区間起点                                                                                 | 大分県     | 日田市     | 日田市     | 中津江村合瀬   |                                |
| 大分県道・熊本県道9号日田鹿本線 重複区間終点                                                                                 | 大分県     | 日田市     | 日田市     | 中津江村合瀬   |                                |
| 福岡県道57号浮羽石川内線 | 福岡県     | 八女市     | 八女市     | 矢部村北矢部   |                                |
| 福岡県道・大分県道・熊本県道115号八女小国線 重複区間終点                                                                     | 福岡県     | 八女市     | 八女市     | 矢部村矢部     |                                |
| 福岡県道801号北矢部冬野黒木線                                                                                                | 福岡県     | 八女市     | 八女市     | 矢部村矢部     |                                |
| 福岡県道・大分県道・熊本県道115号八女小国線 重複区間起点                                                                     | 福岡県     | 八女市     | 八女市     | 黒木町大淵     |                                |
| 福岡県道・熊本県道13号黒木鹿北線                                                                                             | 福岡県     | 八女市     | 八女市     | 黒木町大淵     |                                |
| 福岡県道802号黒木大牟田線 | 福岡県     | 八女市     | 八女市     | 黒木町北木屋   | 黒木中学校前交差点             |
| 福岡県道797号後川内黒木線 | 福岡県     | 八女市     | 八女市     | 黒木町黒木     | 大藤前交差点                   |
| 福岡県道70号田主丸黒木線 | 福岡県     | 八女市     | 八女市     | 黒木町桑原     | 黒木警部交番入口交差点         |
| 熊本県道・福岡県道127号岩野黒木線                                                                                            | 福岡県     | 八女市     | 八女市     | 黒木町本分     | 中籠交差点                     |
| 福岡県道796号吹春本分線 | 福岡県     | 八女市     | 八女市     | 黒木町本分     | 本分交差点                     |
| 福岡県道715号湯辺田瀬高線 | 福岡県     | 八女市     | 八女市     | 黒木町湯辺田   |                                |
| 福岡県道795号湯辺田八女線 | 福岡県     | 八女市     | 八女市     | 黒木町湯辺田   |                                |
| 福岡県道・大分県道・熊本県道115号八女小国線 重複区間終点                                                                     | 福岡県     | 八女市     | 八女市     | 長野           | 八女市長野交差点               |
| 福岡県道52号八女香春線 | 福岡県     | 八女市     | 八女市     | 山内           | 上山内交差点                   |
| 福岡県道82号久留米立花線 福岡県道795号湯辺田八女線 重複区間起点                                                              | 福岡県     | 八女市     | 八女市     | 津江           | 後ノ江交差点                   |
| 福岡県道795号湯辺田八女線 重複区間終点                                                                                       | 福岡県     | 八女市     | 八女市     | 津江           | 納楚東交差点                   |
| 国道3号 国道325号 重複 | 福岡県     | 八女市     | 八女市     | 大島           | 大島交差点                     |
| 熊本県道・福岡県道4号玉名八女線                                                                                              | 福岡県     | 八女市     | 八女市     | 本村           | 福島中学校前交差点             |
| 佐賀県道・福岡県道15号佐賀八女線                                                                                             | 福岡県     | 八女市     | 八女市     | 蒲原           |                                |
| 福岡県道713号唐尾広川線 | 福岡県     | 八女市     | 八女市     | 亀甲           | 亀甲交差点                     |
| E3 九州自動車道 国道442号 / 別線                                                                                             | 福岡県     | 筑後市     | 筑後市     | 大字前津       | 八女インター北交差点 11 八女IC |
| 福岡県道86号久留米筑後線 | 福岡県     | 筑後市     | 筑後市     | 大字前津       | 徳久北交差点                   |
| 国道209号 | 福岡県     | 筑後市     | 筑後市     | 大字羽犬塚     | 免許試験場交差点               |
| 福岡県道89号瀬高久留米線 福岡県道706号筑後城島線 重複                                                                        | 福岡県     | 筑後市     | 筑後市     | 大字高江       | 高江交差点                     |
| 福岡県道711号江島筑後線 | 福岡県     | 三瀦郡     | 大木町     | 大字福土       |                                |
| 福岡県道83号大和城島線 | 福岡県     | 三瀦郡     | 大木町     | 大字蛭池       | 蛭池交差点                     |
| 福岡県道23号久留米柳川線 | 福岡県     | 三瀦郡     | 大木町     | 大字上八院     | [ 注釈 9 ]                     |
| 福岡県道702号柳川城島線 | 福岡県     | 大川市     | 大川市     | 大字中八院     | 中八院交差点                   |
| 国道385号 | 福岡県     | 大川市     | 大川市     | 大字中八院     | 木室コミセン北交差点           |
| 福岡県道765号鐘ヶ江酒見間線 重複区間起点                                                                                     | 福岡県     | 大川市     | 大川市     | 大字大橋       | 入道橋東交差点                 |
| 福岡県道765号鐘ヶ江酒見間線 重複区間終点                                                                                     | 福岡県     | 大川市     | 大川市     | 大字郷原       |                                |
| 福岡県道710号宮本大川線 | 福岡県     | 大川市     | 大川市     | 大字酒見       | 宮内交差点                     |
| 国道208号 | 福岡県     | 大川市     | 大川市     | 大字酒見       | 中原交差点 / 終点              |

### 交差する鉄道
- 日豊本線
- 久大本線
- 豊肥本線
- 九州新幹線
- 鹿児島本線

### 沿線
- ななせダム
- 岡城址
- 久住高原
- 瀬の本高原
- 黒川温泉
- 日向神ダム

### 峠
- 大分県
  - 竹原峠（たかはらとうげ）：日田市 - 福岡県八女市

## ギャラリー

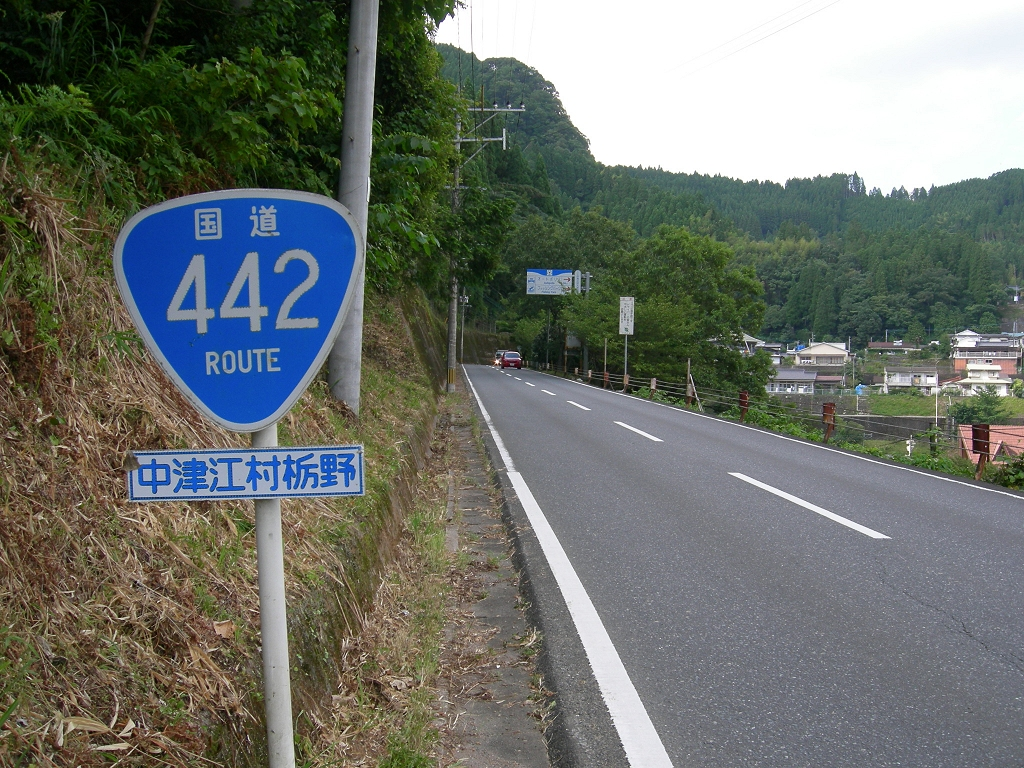
大分県日田市中津江村
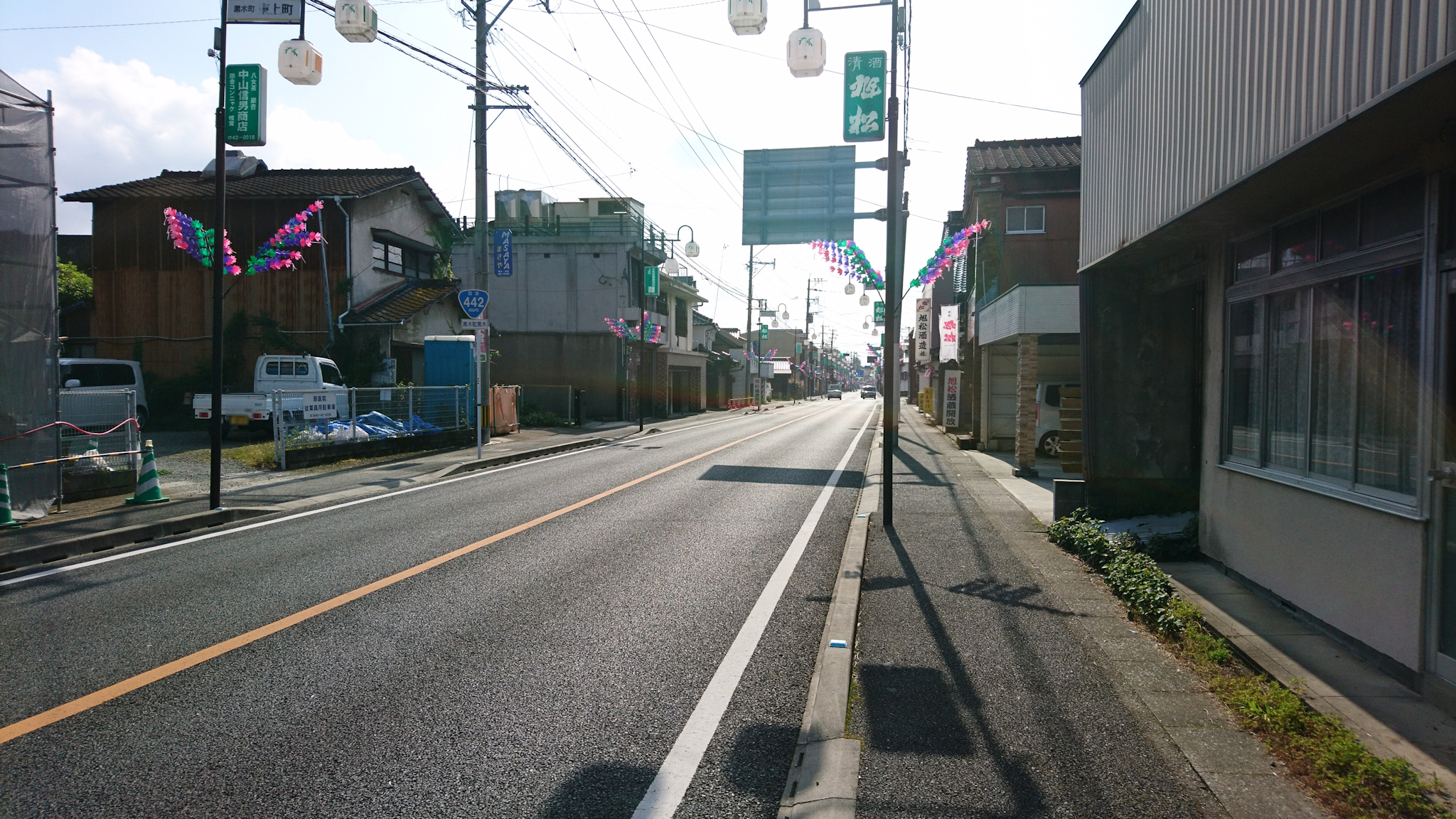
福岡県八女市黒木町黒木
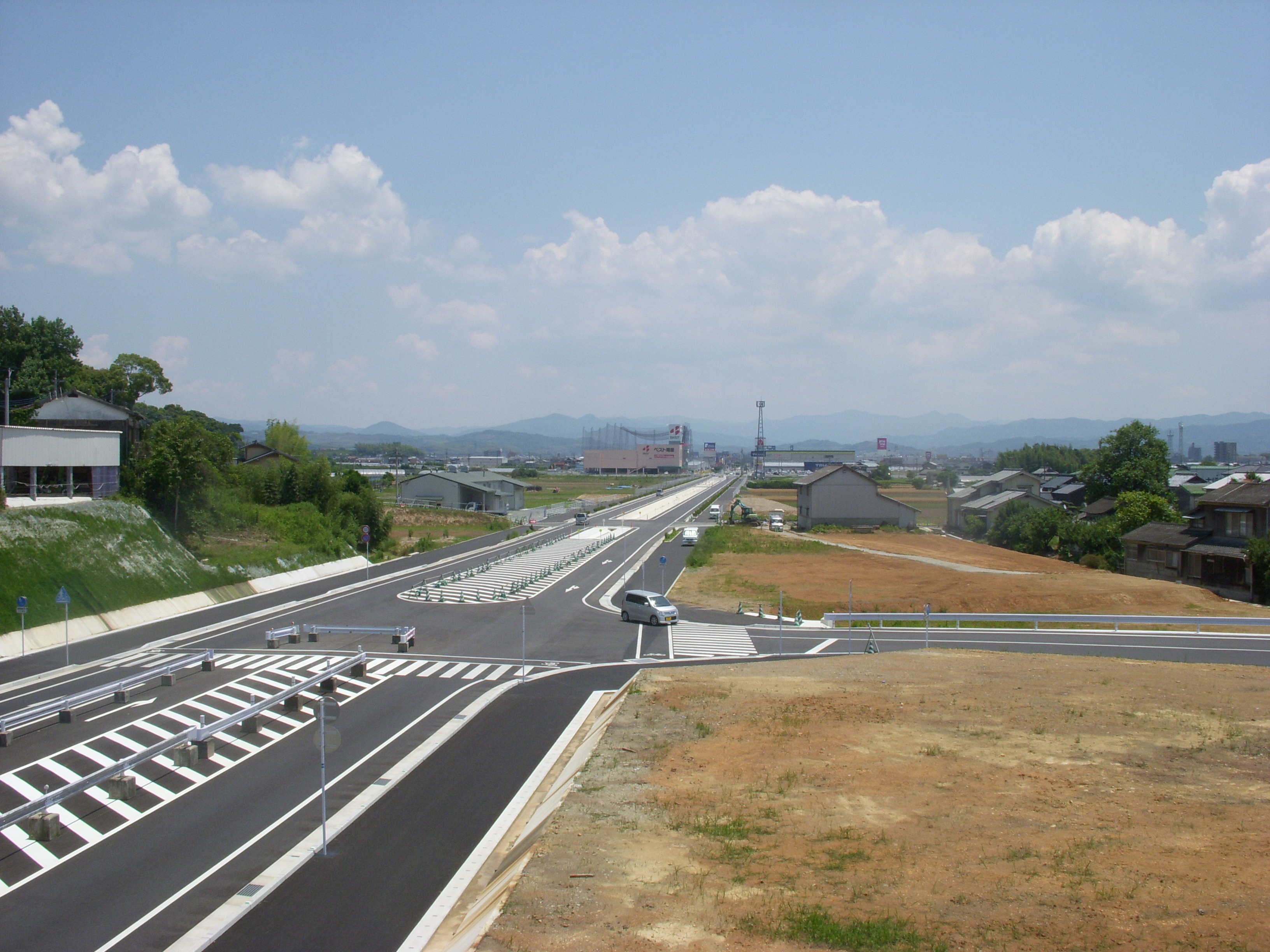
八女筑後バイパス（福岡県八女市）
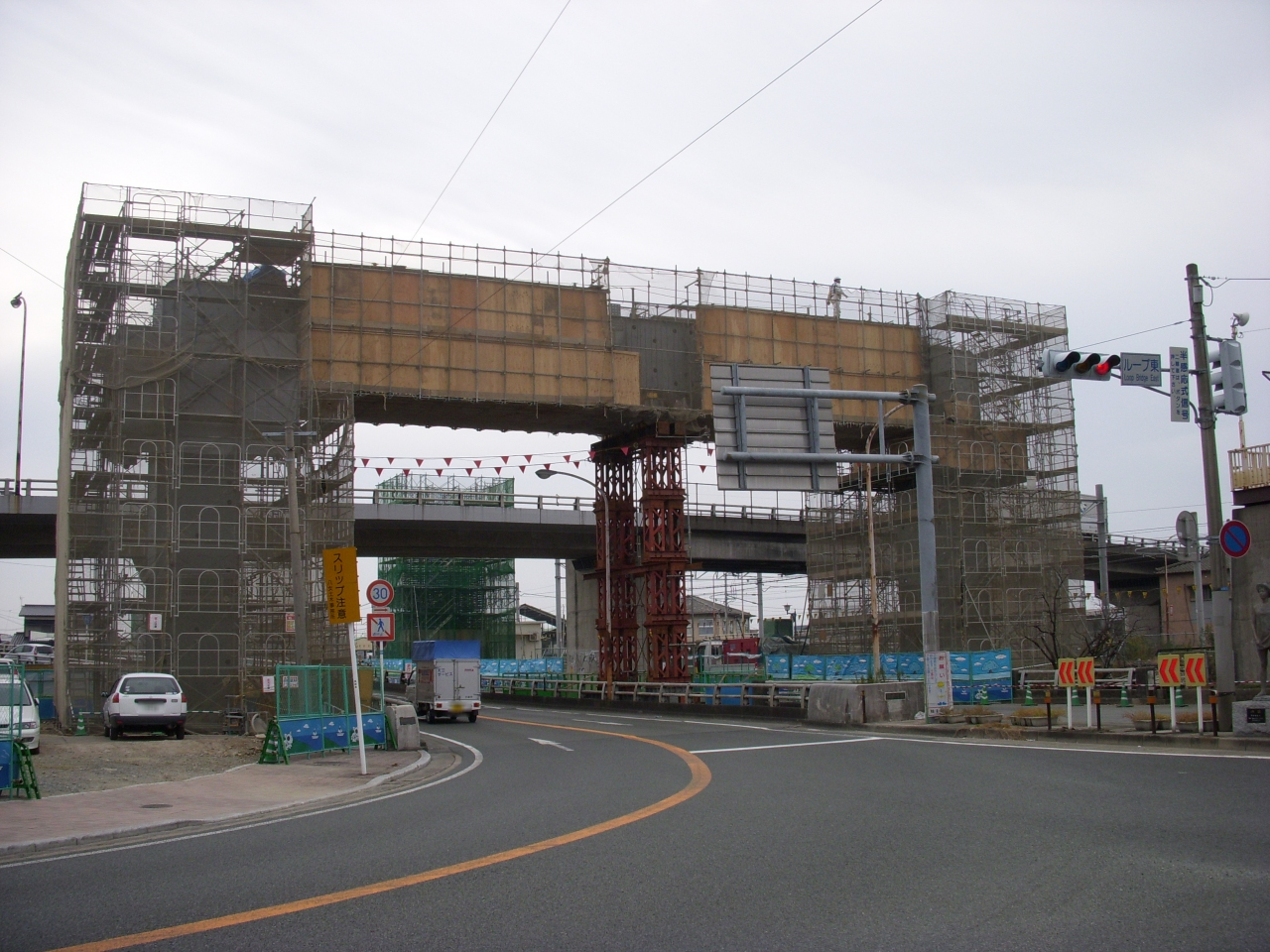
筑後ループ橋（福岡県筑後市。撮影当時は九州新幹線架橋工事を行っていた[注釈 10]）